# Dene Suline (sprog)
Dene Suline eller Chipewyan (også Dëne Sųłiné, Dene Sųłiné, Dene Suliné, Dëne Suliné, Dene Soun’liné eller bare Dene) er et indiansk sprog i den athapaskiske sprogfamilie der tales af Chipewyan-folket i det centrale Canada. Mere end 11.000 personer i Canada har Dene Suline som modersmål, de fleste bor i delstaterne Saskatchewan, Alberta og Northwest Territories, men sproget er kun officielt i Northwest Territories.